# Brigate Bruzzi Malatesta

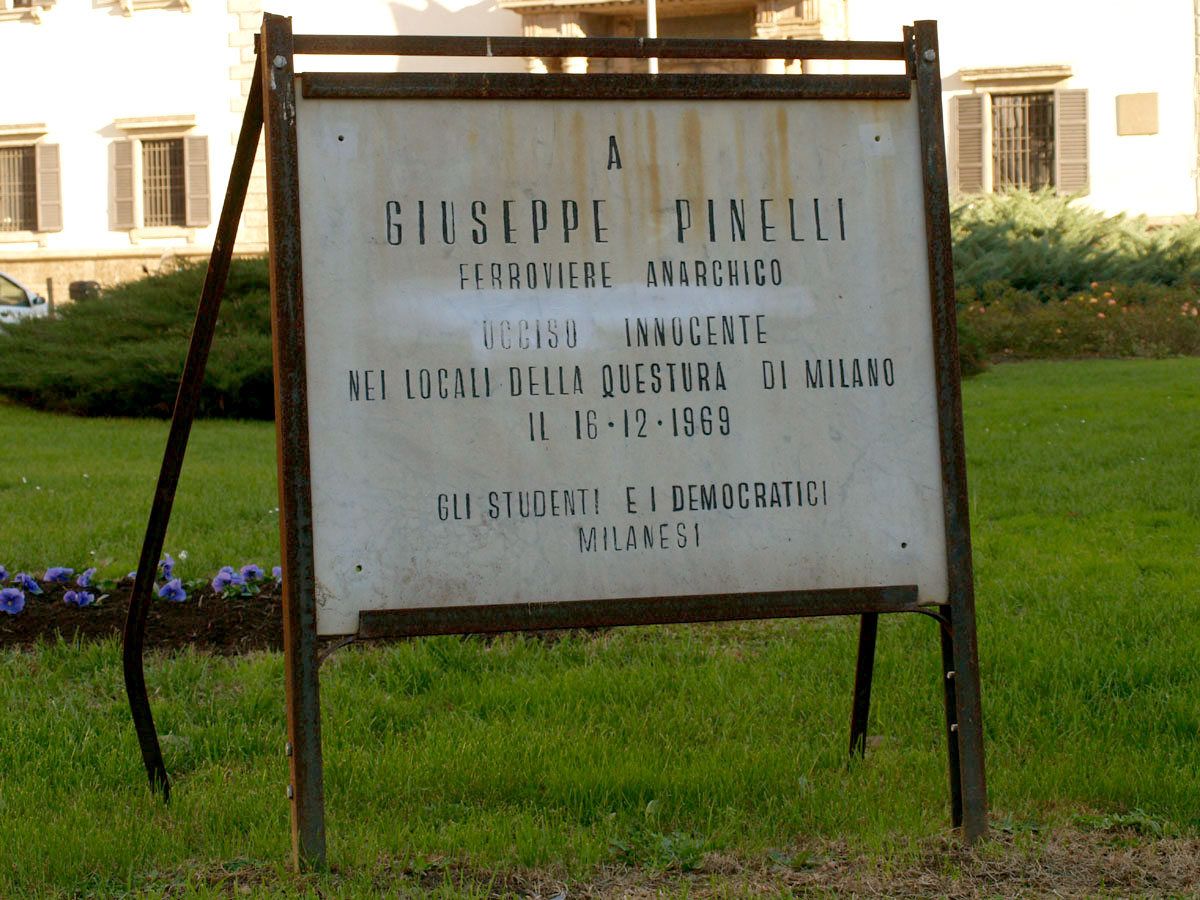
La lapide commemorativa apposta dagli anarchici in memoria di Giuseppe Pinelli, in gioventù membro della Resistenza anarchica milanese.

Le Brigate Bruzzi-Malatesta furono una brigata partigiana anarchica. 
Nate come "Brigate Malatesta", dopo la morte di Pietro Bruzzi assunsero il nome di "Brigate Bruzzi-Malatesta" e potevano contare, secondo alcune fonti, su circa 1300 militanti partigiani che agivano di concerto con le Brigate Matteotti. In ogni caso si sono conservati elenchi che comprendono oltre 500 nominativi. Giuseppe Pinelli fu staffetta della Brigata autonoma Franco, che alcuni elementi fanno ritenere fosse in contatto con le Brigate Bruzzi - Malatesta .
Le Brigate Bruzzi-Malatesta, attive sia a Milano che nel Pavese e nelle valli bresciane, sono le protagoniste di alcune ardimentose azioni partigiane rimaste nella storia della Resistenza, come la liberazione degli imprigionati a Villa Triste presso Milano, luogo di tortura per partigiani da parte della banda Koch, nel 1944 (poco prima della chiusura) ed il 25 aprile 1945 sono sempre le Brigate Bruzzi-Malatesta che dopo aver occupato la Carlo Erba affinché non venisse distrutta dai nazifascisti in fuga, attaccano e prendono possesso del braccio politico di San Vittore e di seguito partecipano all'occupazione della sede EIAR presso corso Sempione.
Suddivise in quattro formazioni estesero la loro azione alla Lomellina e alla Val Trompia spingendosi ad operare fino in valli venete.
Comandanti militari erano Orazio Mario Perelli, Germinal Concordia ed Antonio Pietropaolo (per la zona pavese), mentre Mario Mantovani era commissario politico. Anche Romeo Asara ricoprì importanti ruoli militari. I ruoli nell'organizzazione mutarono tuttavia più volte, anche a seguito dell'arresto di Concordia e Pietropaolo .

## Nascita
Le future brigate Bruzzi-Malatesta nacquero dalla progressiva fusione di almeno tre nuclei diversi: Un gruppo di militanti anarchici "storici" presenti a Milano, un folto gruppo di giovani antifascisti, animato da Germinal Concordia, costituitosi poco dopo l'8 settembre 1943, un nucleo costituitosi nel Pavese a partire dal gennaio 1944. Particolarmente documentato è lo sviluppo di quest'ultimo gruppo. Presso la fabbrica costruzioni meccaniche Fratelli Guidetti a Santa Cristina e Bissone, nel gennaio 1944 fu costituito il I Comitato di agitazione antifascista, di cui facevano parte Antonio Pietropaolo, Sinogrante Castiglioni, Prospero Saracchi, Bruno Passoni e Luigi Discacciati. Nel contempo venivano organizzate squadre d'azione partigiana in zona Mede-Lomello e territori limitrofi. Di seguito l'organizzazione iniziò a divenire più efficace man mano che la Resistenza si andava sviluppando, determinando la nascita della II Brigata Malatesta in zona Santa Cristina e Bissone, Corteolona, Inverno, Monteleone, Miradolo, Bissone, Boscone nel comune di Calendasco. Iniziarono i rapporti di collaborazione con i partigiani slovacchi di Corteolona e di Santa Cristina e Bissone e nel contempo venivano organizzate fughe e copertura di prigionieri alleati; fra gli slovacchi stessi fu costituita una squadra che confluì nelle Brigate Malatesta e Bruzzi.

## Alcune azioni
- 15 aprile 1944. Assalto da parte di squadre operanti a Mede-Lomello contro la caserma dei carabinieri e della Guardia Nazionale Repubblicana di Pieve del Cairo, sequestrati 12 moschetti, 5 rivoltelle e materiale bellico.
- 23 aprile 1944. Azione armata contro il traghetto tedesco sul Po a Pieve del Cairo (il nemico perdeva un uomo). Disarmo di un sergente e di un maresciallo tedesco.
- giugno 1944. Operazione armata contro la caserma di S. Giorgio Lomellina. Disarmo dei militi di presidio; bottino di armi e munizioni.
- 5 agosto 1944. Abbordaggio al traghetto tedesco nella zona di Boscone Calendasco nei pressi di Piacenza. Vengono disarmati i soldati tedeschi, la squadra partigiana è sotto al comando di Luigi Rossi.
- settembre-novembre 1944 (data incerta): assalto alla cosiddetta Villa Triste (sede della "banda Koch") e liberazione di molti prigionieri.
- gennaio 1945. Sabotaggio dei depositi della Organizzazione Todt sul Po a Torre Beretti.
- 1º aprile 1945. Attacco al presidio di Lomello della guardia nazionale repubblicana; viene issata sul palazzo comunale la bandiera della Bruzzi-Malatesta per circa 5 ore: fu issata sulla piazza del comune dalle 7 alle 11,30. Vengono disarmati due militari tedeschi in paese e quattro al bivio della strada Lomello-Mortara-Pavia, vengono altresì feriti due militari nazifascisti.
- 31 marzo 1945. Vengono presi contatti con i partigiani slovacchi di Corteolona i quali forniscono armi ai partigiani della Bruzzi Malatesta, fra i partigiani slovacchi vi sono ottimi esperti nell'uso delle armi automatiche per cui questi ultimi con Saracchi e Castiglioni, militanti della Brigata Anarchica, rafforzano il blocco della strada Vigentina e portano un carico di armi automatiche alla I Brigata Bruzzi-Malatesta in vista dell'imminente situazione insurrezionale.
- 24 aprile 1945. Viene conquistata la caserma della G.N.R.(Guardia Nazionale Repubblicana) e catturati i presenti. Segue un attacco alla corriera che trasporta i militi delle Brigate Nere sulla strada per Mede-Lomello; muore il partigiano Angelo Camussoni.
- 25 aprile 1945. Zona Pavese occidentale: i partigiani del contingente operante a Santa Cristina e Bissone, Corteolona, Belgioioso prendono possesso della zona e contatto con i partigiani slovacchi che passano tutti alla Bruzzi-Malatesta, formando poi un contingente specifico, e portando alla Brigata 50 fucili e parecchi mitragliatori. Alcune squadre della Bruzzi-Malatesta vanno in soccorso alla Brigata Garibaldina Stella Rossa, che è impegnata in un conflitto a fuoco con 200 marinai tedeschi presso Alberoni. Vengono questi ultimi catturati ed inviati al Comando di San Colombano al Lambro, contemporaneamente vengono assaltati tre autocarri tedeschi che transitano per Corteolona e vengono fermati a Belgioioso.

Zona della Lomellina
- 25 aprile 1945. Vengono occupati caserma e municipio a Mede. Catturati numerosi militi delle Brigate Nere e dell'esercito tedesco.
- 26 aprile 1945. Nel pomeriggio un contingente di circa ottomila fascisti di diversi corpi proveniente dal cuneense inizia un rastrellamento ai danni dei partigiani della Brigata Anarchica. La Brigata Fachiro si ritira dopo 5 ore di scontri, vista l'imparità degli schieramenti contrapposti, per cui il restante dei militanti della Bruzzi Malatesta passa ad un'operazione di sganciamento tramite attacchi isolati e repentini utilizzando moltissimi lanci di bombe a mano.
- 28 aprile 1945. Attacco ai presidi nazifascisti di Sartirana Lomellina.
- 29 aprile 1945. Finalmente la Brigata Anarchica può ricongiungersi ad altre Brigate partigiane accorse in zona, i partigiani delle diverse Brigate formano un caposaldo di sbarramento con mortai e mitragliatrici pesanti presi ai nazifascisti circondando una colonna nemica che attorno alle 23,30 riceve dalle Brigate partigiane l'intimazione di resa.
- 30 aprile 1945. Resa del contingente nazifascista.[9]